# .il
.il je internetová národní doména nejvyššího řádu pro Izrael.
Byla zavedena 24. října 1985, je to tedy třetí nejstarší národní TLD po .uk a .us.
V roce 2020 Izrael získal doménu .ישראל.

## Vyhrazené domény druhého řádu
- ac.il — Akademické instituce
- co.il — Komerční subjekty
- org.il — Nekomerční organizace
- net.il — Izraelští poskytovatelé internetu
- k12.il — Školy
- gov.il — Vláda
- muni.il — Místní samosprávy
- idf.il — Izraelské obranné síly